# Ascoli Piceno
Ascoli Piceno ist eine italienische Stadt mit 45.310 Einwohnern (Stand 31. Dezember 2024) in der Region Marken.

## Name
In der Antike trug die Stadt den Namen Asculum. Der heutige Name wird auf den eisenzeitlichen Volksstamm der Picener, deren Hauptstadt sie gewesen sein soll, oder auf ein geheimnisvolles Spechtritual (italienisch picchio: Specht) der Sabiner zurückgeführt, so von Strabo und Plinius dem Jüngeren.

## Geografie
Ascoli Piceno, Hauptstadt der gleichnamigen Provinz Ascoli Piceno, liegt im Süden der italienischen Region Marken. Der Ort wird von drei mächtigen Bergstöcken umgeben und liegt 30 km landeinwärts von der adriatischen Küste auf einer Höhe von 154 m s.l.m.
Zu den Ortsteilen gehören Bivio Giustimana, Campolungo, Caprignano, Carpineto, Casa circondariale, Casalena, Casamurana, Case di Cioccio, Casette, Castel di Lama stazione, Castel Trosino, Cervara, Colle, Colle San Marco, Colloto, Colonna, Colonnata, Faiano, Funti, Giustimana, Il Palazzo, Lago, Lisciano, Lisciano di Colloto, Montadamo, Morignano, Mozzano, Oleificio Panichi, Palombare, Pedana, Piagge, Pianaccerro, Poggio di Bretta, Polesio, Ponte Pedana, Porchiano, Rosara, San Pietro, Santa Maria a Corte, Talvacchia, Taverna di mezzo, Trivigliano-Villa Pagani, Tronzano, Valle Fiorana, Valle Senzana, Valli, Vena piccola, Venagrande und Villa Sant’Antonio.

## Geschichte
Ascoli Piceno trug in der Antike den lateinischen Namen Asculum Picenum, um es von der gleichnamigen Stadt in Apulien zu unterscheiden. Es wurde von den Sabinern im mittleren Tal des Tronto in fester Lage gegründet und war später die wichtigste Stadt der Picener. 299 v. Chr. war es mit den Römern verbündet, wurde aber 268 v. Chr. vom römischen Konsul Publius Sempronius Sophus und mit ihm ganz Picenum unterworfen.
91 v. Chr. löste die Ermordung des Proprätors Quintus Servilius sowie von dessen Legaten Fonteius und anderen Römern im Theater von Asculum den Bundesgenossenkrieg aus. Gnaeus Pompeius Strabo versuchte die Stadt zu erobern, wurde aber von den Picenern besiegt. 89 v. Chr. konnte er sie schließlich nach langer, hartnäckiger Belagerung einnehmen. Der aus Asculum stammende italische Feldherr Judacilius, der die Verteidigung der Stadt geleitet hatte, verübte vor dem Fall der Stadt Selbstmord. Pompeius Strabo ließ die Magistrate von Asculum und dessen bedeutendsten Bürger töten und die restlichen Einwohner vertreiben. Von dieser schwierigen Belagerung stammen zahlreiche, teils mit dem Namen der Kommandanten versehene Schleuderbleie, die in der Nähe der Stadt gefunden wurden.
Schnell erholte sich Asculum von diesem Schlag, wurde Municipium und war in die Tribus Fabia eingeschrieben. Zur Zeit des Bürgerkriegs zwischen Caesar und Pompeius war es wieder ein blühender und wichtiger Ort. Nach dem Überschreiten des Grenzflusses Rubikon wandte sich Caesar 49 v. Chr. gegen Asculum als einer der ersten Städte, die er rasch zu erobern gedachte. Der Konsular Publius Cornelius Lentulus Spinther hatte Asculum mit zehn Kohorten besetzt und floh bei Caesars Vorrücken auf die Stadt.
Entweder unter der Herrschaft der Triumvirn oder später während der Regierung des  Kaisers Augustus erhielt Asculum den Status einer Kolonie. Es lag an der Via Salaria und blieb auch zur Kaiserzeit eine der bedeutendsten Städte von Picenum. Anfang des 4. Jahrhunderts n. Chr. soll der heilige Emidius hier als erster Bischof der Stadt das Christentum eingeführt haben. Der erste historisch sicher belegte Bischof ist aber der erst um 450 n. Chr. amtierende Bischof Lucenzius. Im Zug des Kriegs, den der byzantinische Kaiser Justinian gegen die Ostgoten führte, nahm der ostgotische König Totila im Jahr 544 Asculum vorübergehend ein.
Während der Herrschaft der Langobarden gehörte Ascoli zum Herzogtum Spoleto. 1185 wurde es eine autonome Kommune und beteiligte sich an den Kämpfen zwischen den Kaisern des Heiligen Römischen Reichs und den Päpsten. Im 14. und 15. Jahrhundert unterstand es zeitweise verschiedenen Stadtherren, so zuerst Galeotto I. Malatesta († 1385). Im Jahr 1502 kam es unter die direkte päpstliche Herrschaft, die mit einer kurzen Unterbrechung während der Ära Napoleons bis 1860 währte. Danach fiel es an das Königreich Italien. Im Oktober 1878 stürzte infolge eines heftigen Erdbebens das Haupttheater von Ascoli ein.

## Kultur und Sehenswürdigkeiten
Der Dom Sant’Emidio auf der Piazza Arringo (auch bekannt als Piazza dell'Arengo), die Kathedrale des Bistums Ascoli Piceno, war ursprünglich ein romanisches Bauwerk, das mehrfach umgebaut wurde. Gleich neben dem Dom ist das frühromanische Baptisterium, ein achteckiger Bau. An der Piazza befindet sich auch das Rathaus, der Palazzo Comunale (1683–1745), in dem sich das städtische Kunstmuseum Pinacoteca civica befindet, unter anderem mit Werken von Cola dell’Amatrice, Crivelli und Tizian. Unweit davon befindet sich die romanische Kirche San Gregorio Magno, in der man noch die Überreste eines römischen Tempels erkennen kann (1. Jh. v. Chr.).
In der Nähe befindet sich der Mittelpunkt der Stadt, die Piazza del Popolo (der Platz des Volkes), was er für die Ascolaner in der Tat auch ist. Hier stehen der Palazzo dei Capitani del Popolo aus dem 13. Jahrhundert und die gotische Hallenkirche San Francesco (1258–1371). An der rechten Seite von „San Francesco“ angebaut die Loggia dei Mercanti, die Markthalle (1513), links der Renaissance-Kreuzgang, in dem vormittags der Markt stattfindet. 
In den Toiletten des Jugendstilkaffeehauses „Caffè Meletti“ finden sich unter den (durchsichtigen) Waschtischen Überreste von Mauern aus römischer Zeit. Das Caffè war auch Drehort der Filme Gefährliche Nächte, Alfredo, Alfredo und Der Große Blek.
Weitere Sehenswürdigkeiten sind die Römerbrücken Ponte di Cecco und Ponte Romano di Solestà, letztere mit Blick über Altstadt und Fluss; die romanische Kirche Santi Vincenzo ed Anastasio (11. Jahrhundert) mit 64 quadratischen Feldern an der Fassade, die Kirche San Pietro Martire und das 1840–1846 erbaute Theater Teatro Ventidio Basso.
An und auf der Piazza Santa Maria Inter Vineas, benannt nach der Chiesa Santa Maria Inter Vineas an seiner Nordseite, spielt der Roman L’amore negato („Die verleugnete Liebe“; in der Übersetzung von Maja Pflug erschienen unter dem Titel Jede Einsamkeit ist anders) von Maria Messina.

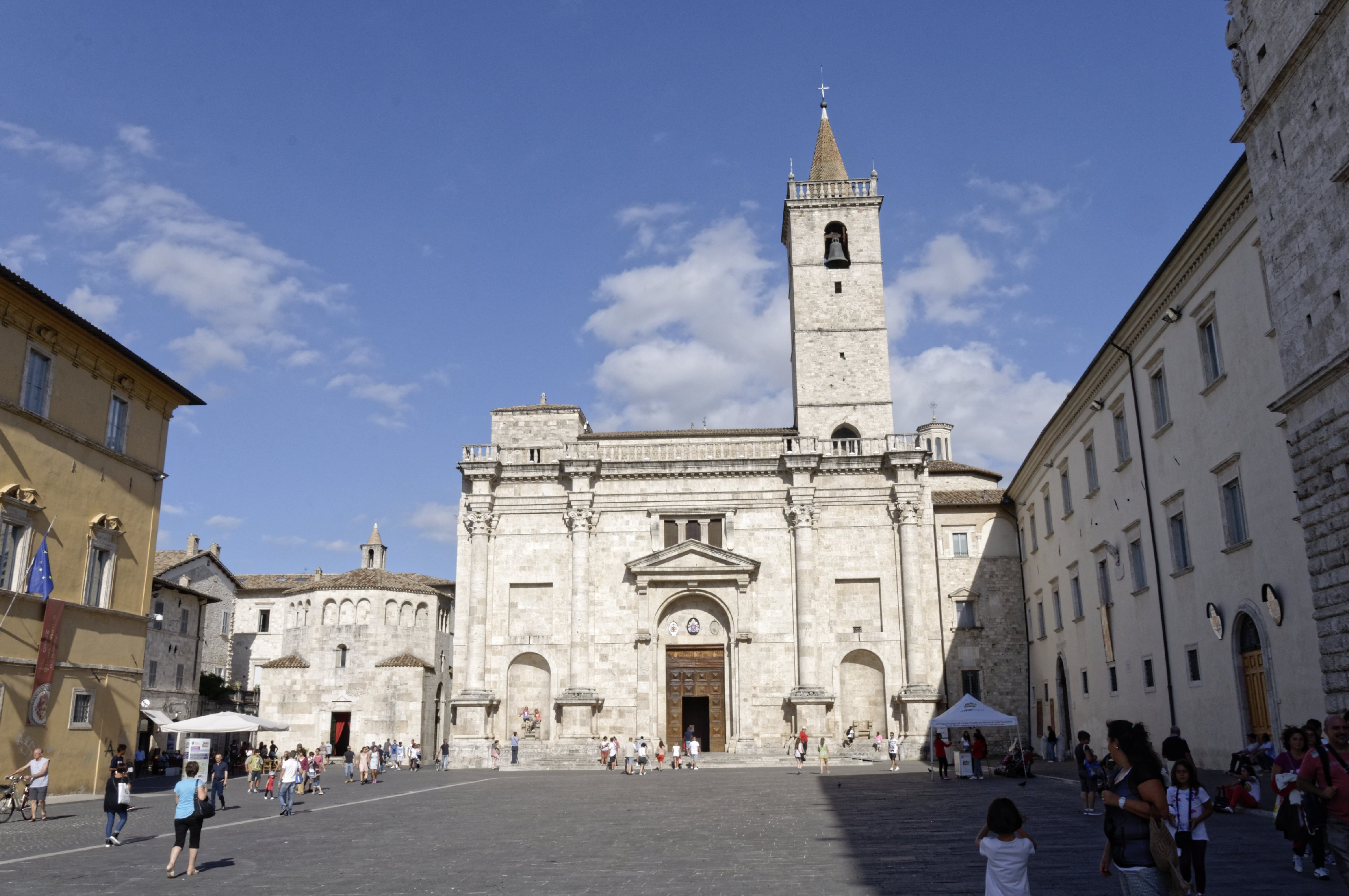
Der Dom und das Baptisterium
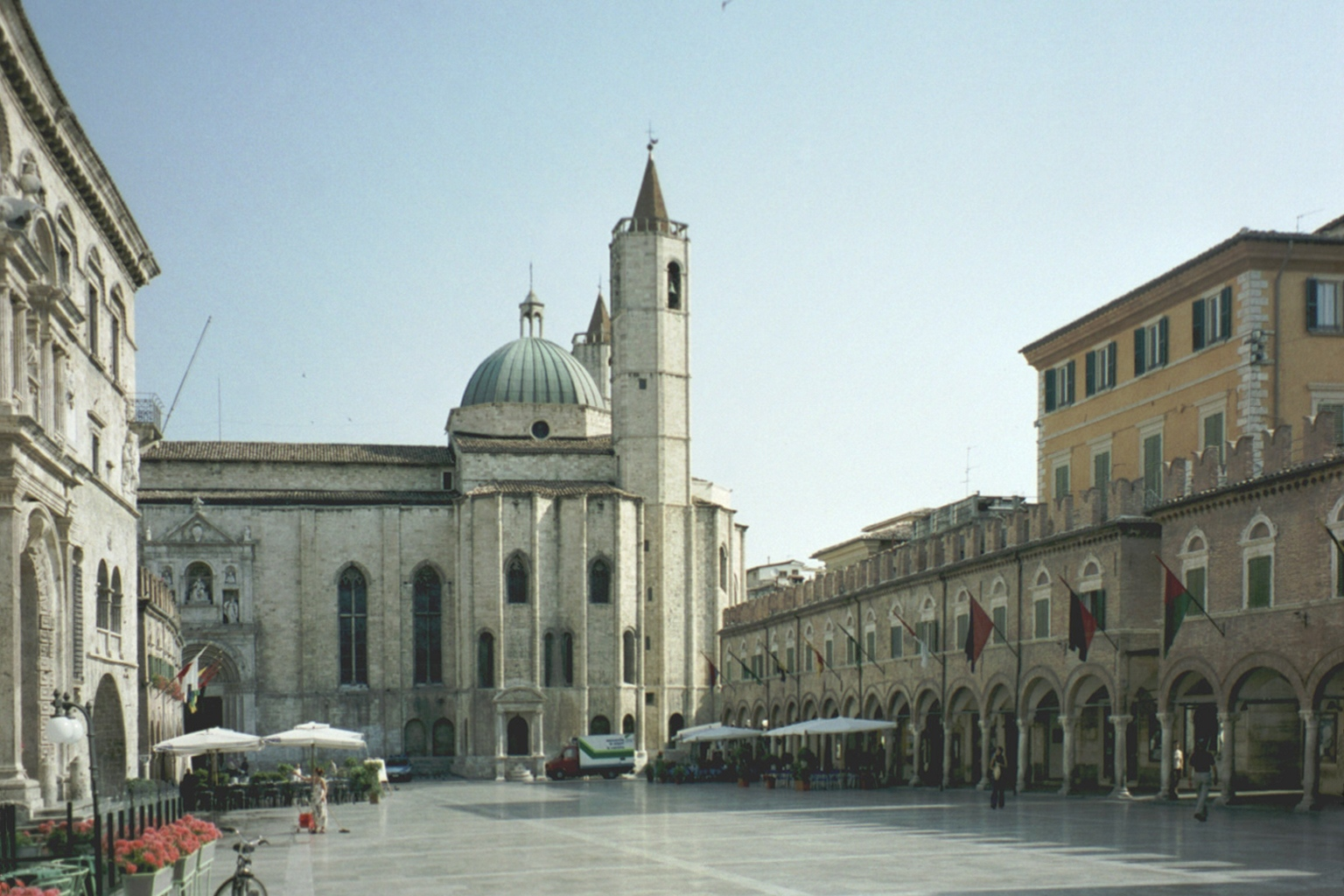
Piazza del Popolo und die Kirche San Francesco
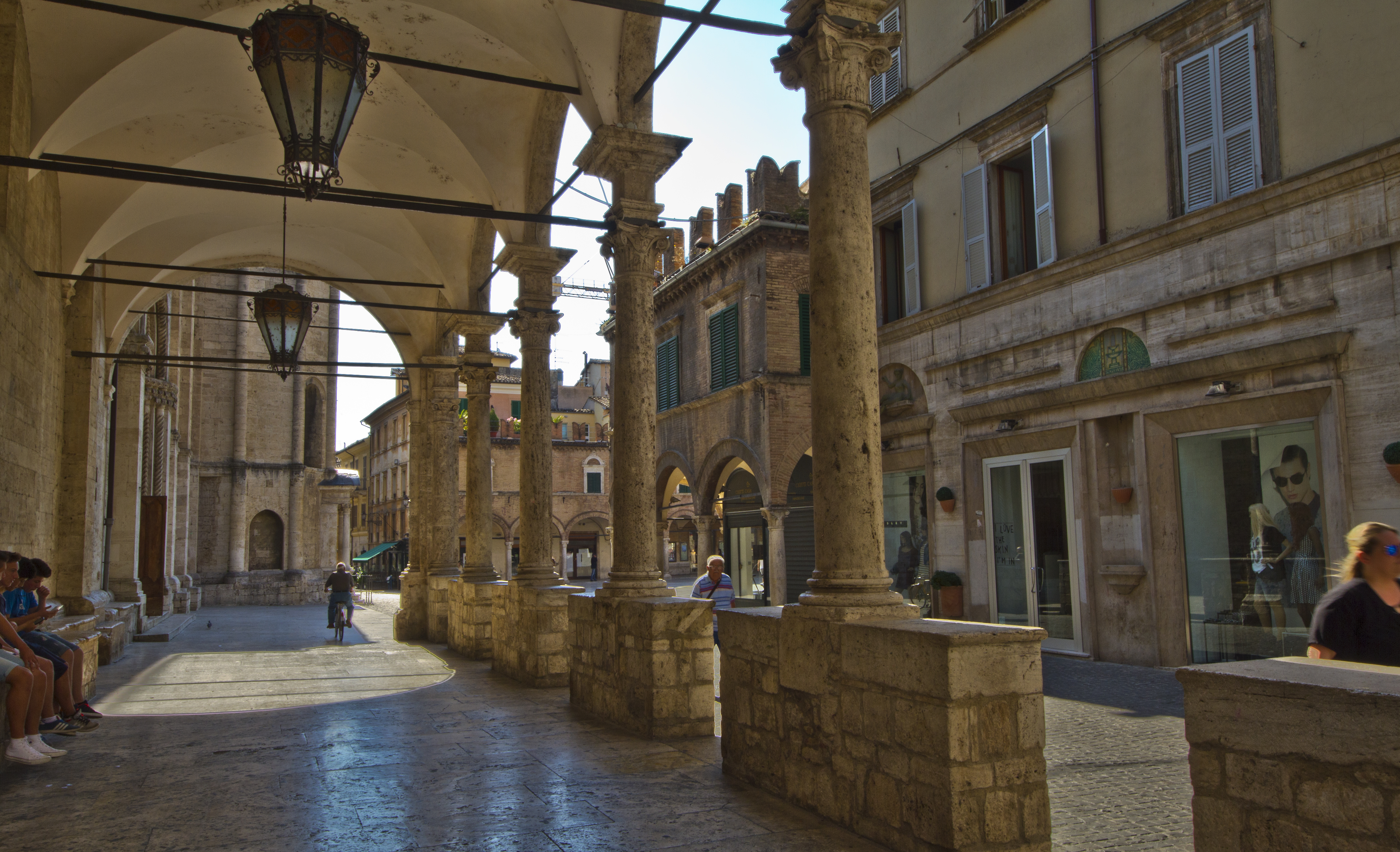
Die Loggia dei Mercanti
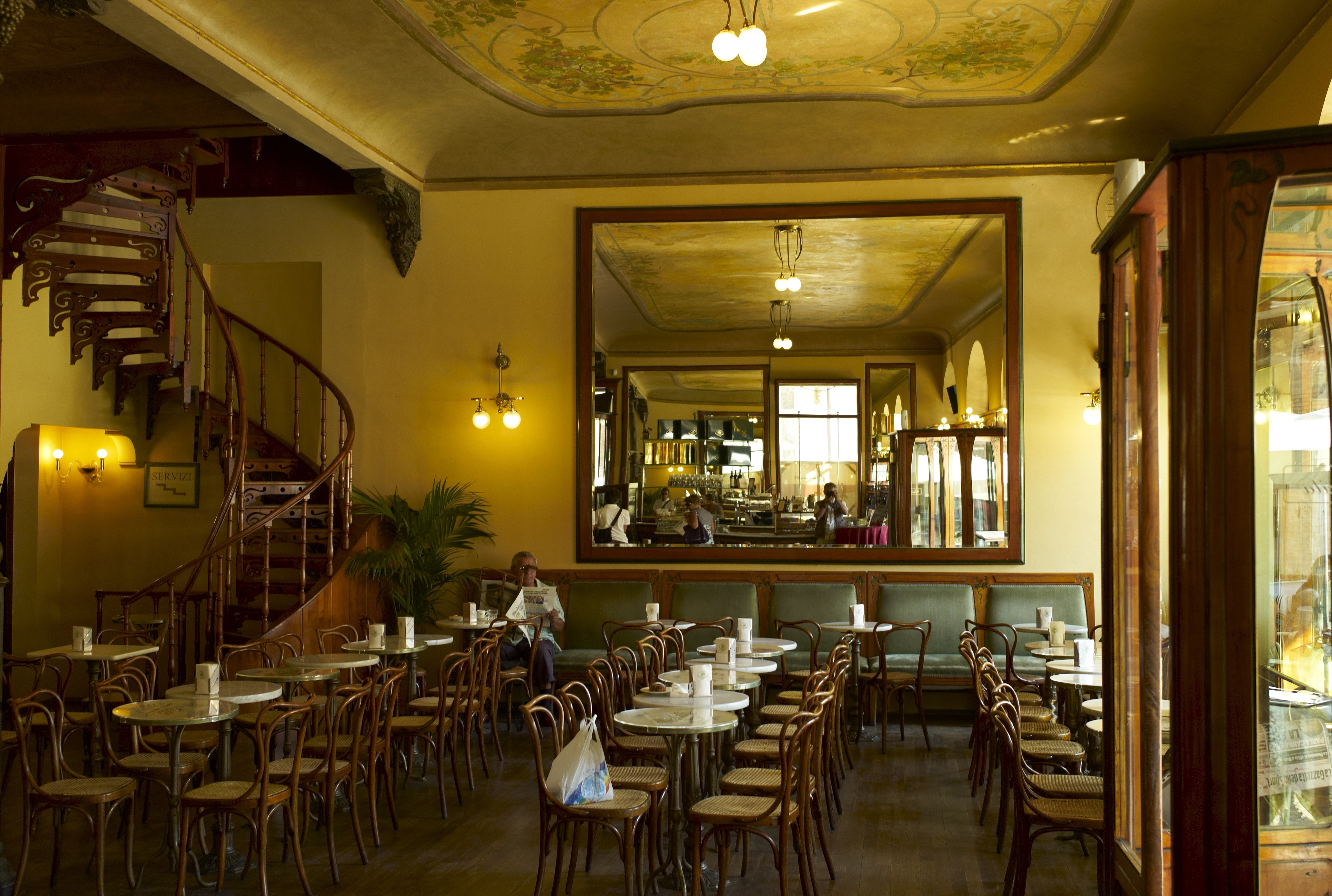
Im „Caffè Meletti“
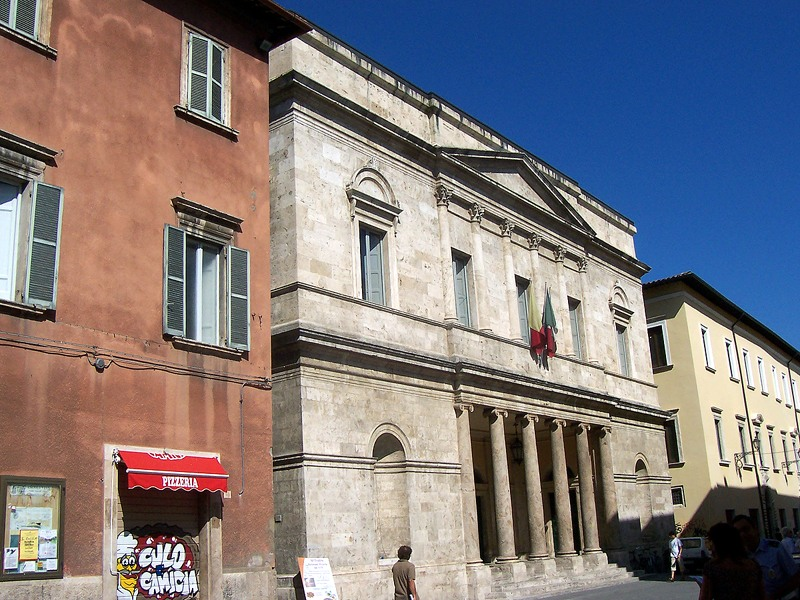
Teatro Ventidio Basso
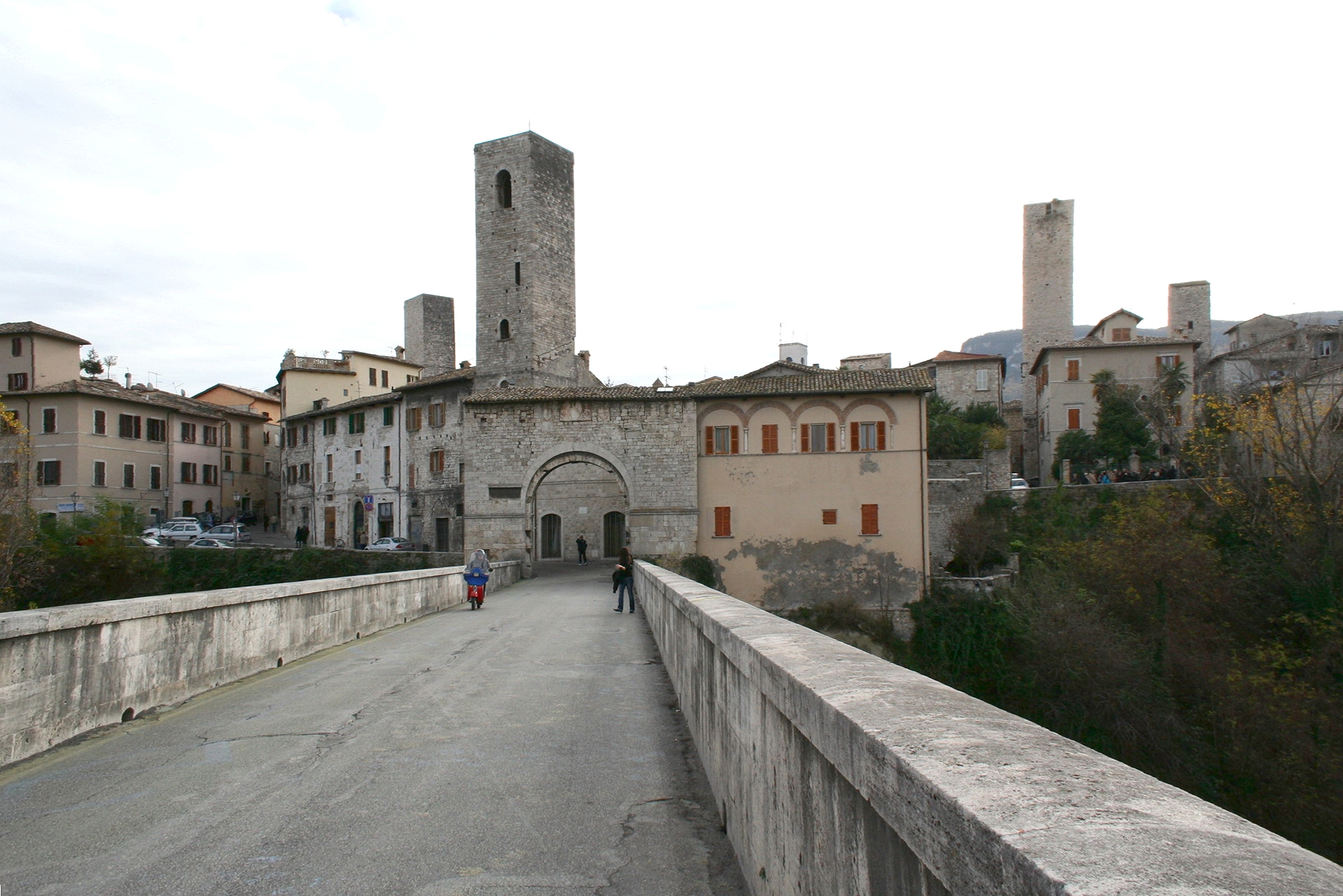
Römerbrücke und Tor, Ponte und Porta di Solestà
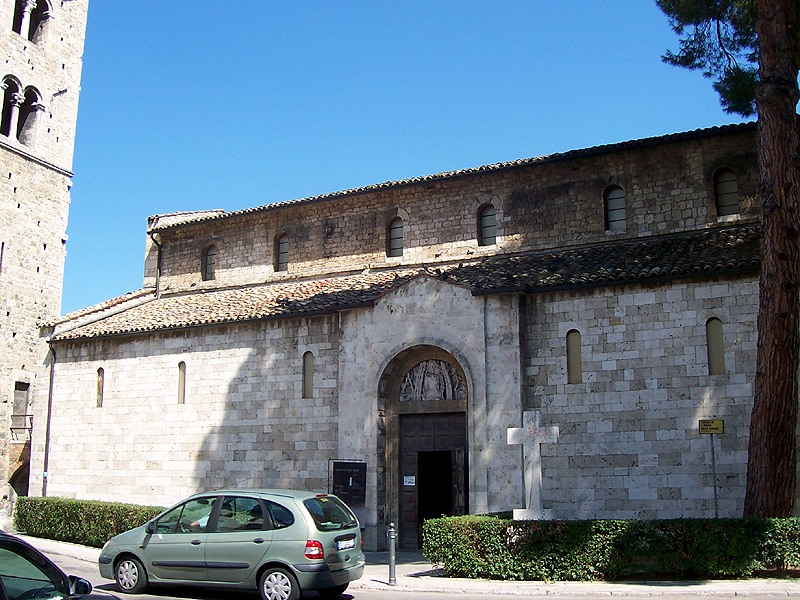
Chiesa Santa Maria Inter Vineas
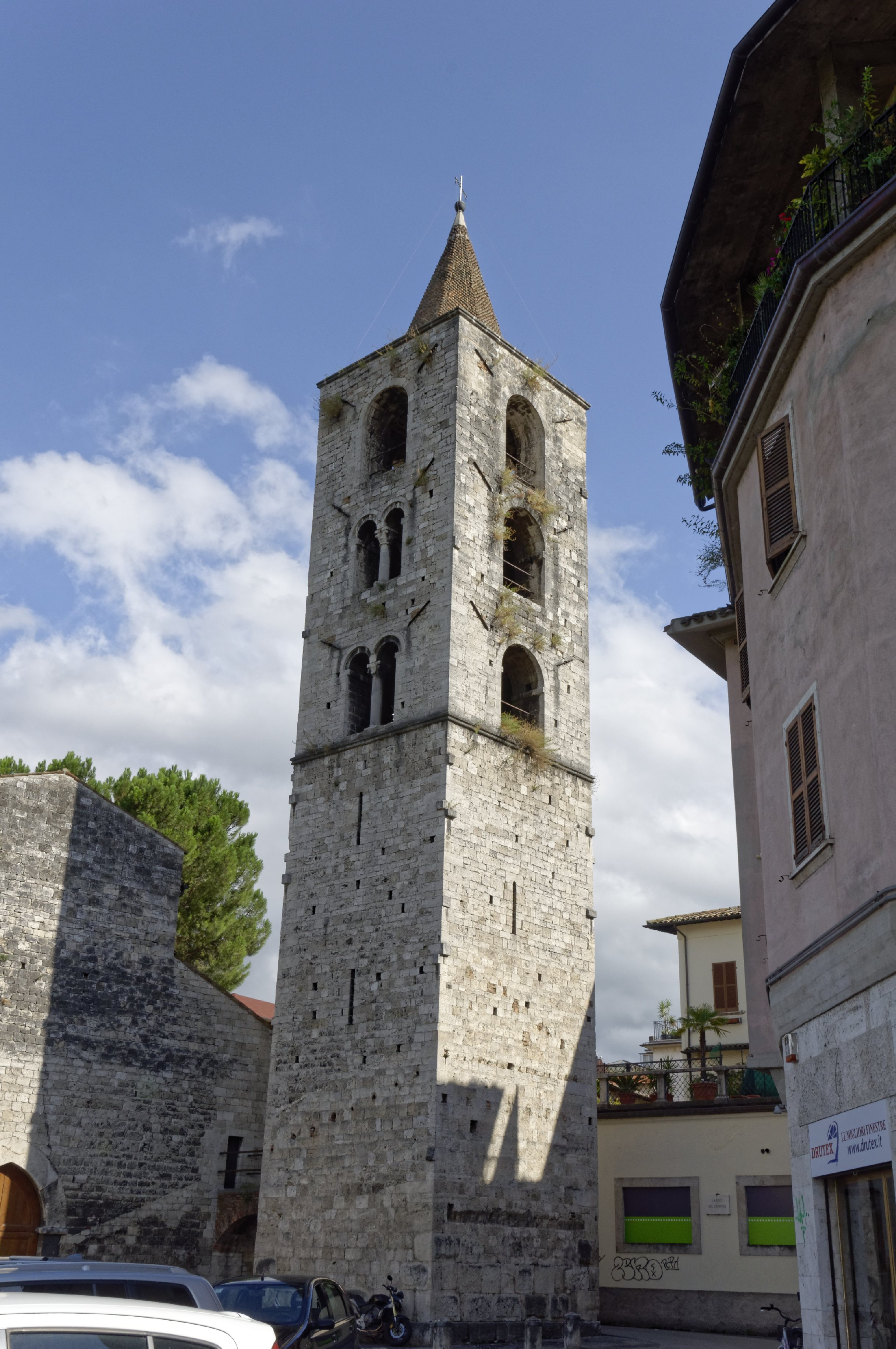
Der Campanile (Glockenturm) der Chiesa (Kirche) Santa Maria Inter Vineas

### Nähere Umgebung
Zwei Kilometer südlich der Stadt steht eine kleine Römerbrücke über den Gran Caso.

### Die Quintana

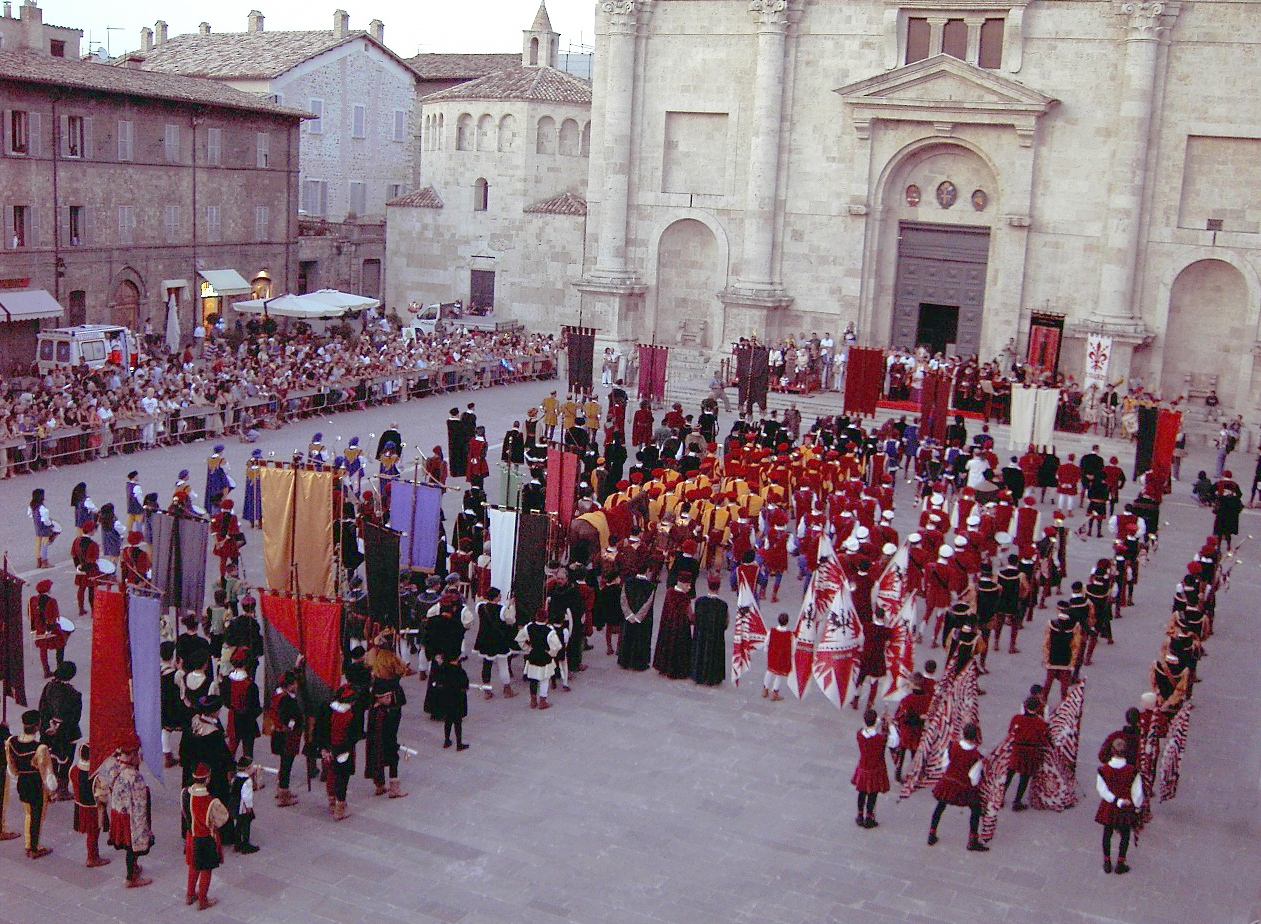
Auftaktfeier der Quintana vor dem Dom

Das Reitturnier von Ascoli, die „Giostra della Quintana“, geht auf das Mittelalter zurück (zuerst erwähnt in den Stadtstatuten von 1377). Sie findet jährlich am ersten Sonntag im August statt.
Ähnlich der Landshuter Hochzeit folgt es einem festen Ritual, bei der große Teile der Einwohner sich in historisch getreuen mittelalterlichen Gewändern präsentieren, etwa 1500 nehmen allein an den Paraden am Vormittag teil. Der eigentliche Wettstreit zu Pferd, die Quintana, ist dabei ein Stechen mit der Lanze. Die Vertreter der sechs Stadtteile galoppieren entlang eines Kurses in der Form einer Acht, in deren Mitte sich die übergroße Figur eines Sarazenen befindet. Wer am schnellsten reitet und den Sarazzen am besten trifft, der gewinnt. Dieses Ritual erinnert an die Sarazenen, die im Mittelalter mehrfach erfolglos versuchten, Italien zu erobern. Am Abend finden in allen Stadtteilen vielfältige Feste statt.

### Kulinarische Spezialitäten

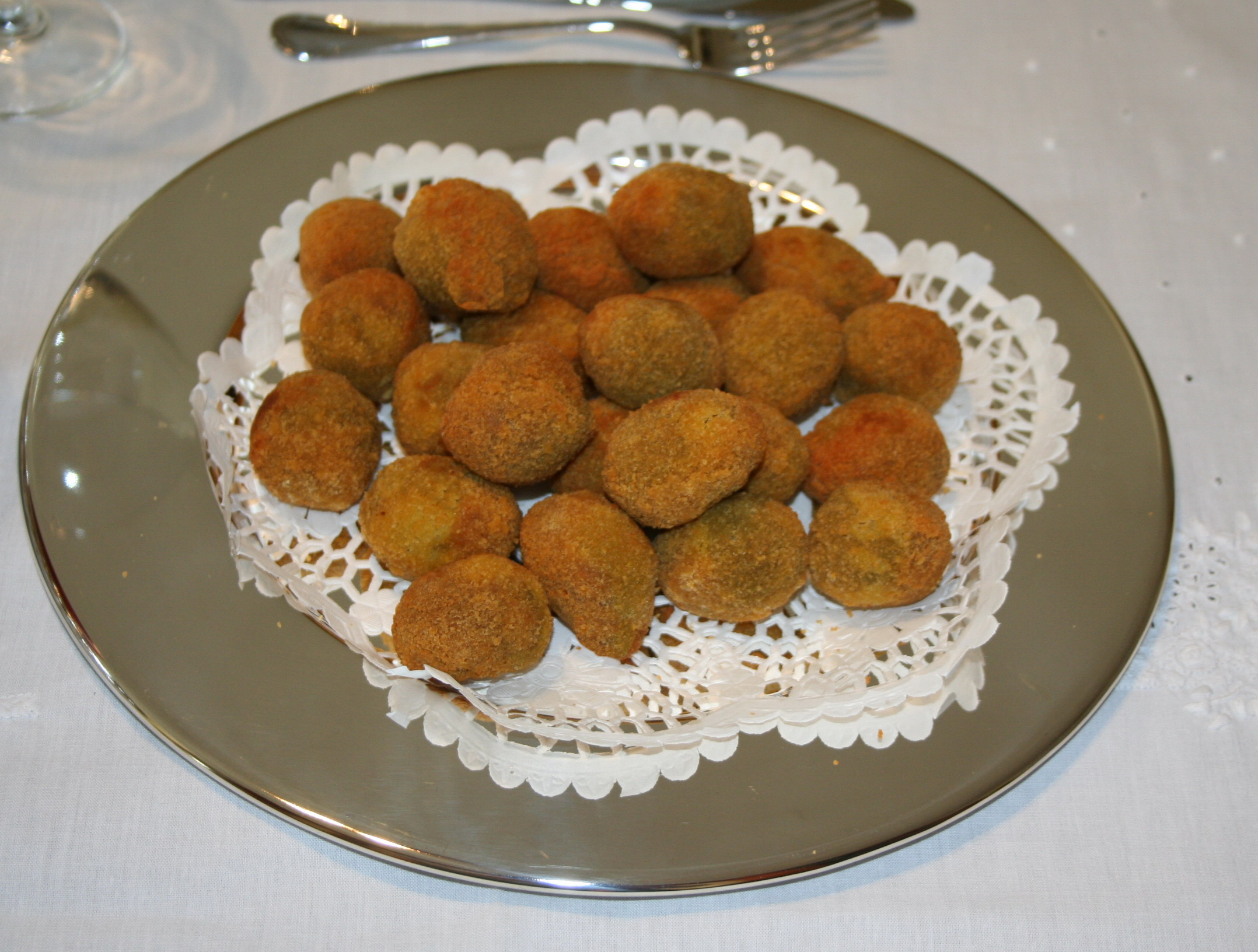
Olive all’ascolana

Die Oliva Tenera Ascolana ist für ihre Größe und ihren Geschmack berühmt und war schon bei den Römern geschätzt. Die Olive all’ascolana (Oliven nach Ascolaner Art) sind mit Kalb- und Schweinefleisch gefüllte, panierte und frittierte Oliven der Art Ascolana Tenera.

## Partnerstädte
Mit Massy in Frankreich besteht seit 1997 eine Städtepartnerschaft, die vom Bürgermeister Roberto Allevi für Ascoli Piceno und vom Bürgermeister Vincent Delahaye für Massy unterzeichnet wurde. Ebenso besteht mit Trier in Deutschland seit 31. August 1958 eine Städtepartnerschaft.

## Söhne und Töchter der Gemeinde
- Sextus Iulius Caesar  (* vor 130 v. Chr.; † 90 oder 89 v. Chr.), Politiker der späten römischen Republik und vermutlich der Onkel von Gaius Iulius Caesar
- Nikolaus IV. (1227–1292), von 1288 bis zu seinem Tode Papst
- Giacinto Cornacchioli (1599 – nach 1. September 1673), Komponist, Sänger und Organist
- Giovanna Garzoni (1600–1670), Malerin
- Antonio Orsini (1788–1870), Naturwissenschaftler und Patriot
- Filippo de Angelis (1792–1877), Bischof und Kardinal
- Giuseppe Angelini (1810–1876), Kurienbischof und Weihbischof im Bistum Rom
- Antonio Sabatucci (1835–1920), Erzbischof und Diplomat des Heiligen Stuhls
- Angelo Ruffini (1864–1929), Mediziner, Hochschullehrer für Anatomie, Embryologie und Physiologie
- Giuseppe Renzetti (1891, 1893 oder 1896–1953) Verbindungsmann zwischen Benito Mussolini und Adolf Hitler in den 20er- und frühen 30er-Jahren
- Fernando Tambroni (1901–1963), 1960 Ministerpräsident Italiens
- Carlo Cava (1928–2018), Opernsänger
- Giuseppe Petrocchi (* 1948), Kardinal, Erzbischof von L’Aquila
- Giuseppe Piccioni (* 1953), Filmregisseur und Drehbuchautor
- Stefano Russo (* 1961), Bischof von Velletri-Segni und Frascati
- Vincenzo Ceci (* 1964), Bahnradsportler
- Giuseppe Iachini (* 1964), Fußballspieler und -trainer
- Massimiliano Narducci (* 1964), Tennisspieler
- Marcella Mancini (* 1971), Marathonläuferin
- Simone Vagnozzi (* 1983), Tennisspieler
- Nazzareno Di Marco (* 1985), Diskuswerfer
- Luca Ceci (* 1988), Radrennfahrer
- Francesco Ceci (* 1989), Radrennfahrer
- Mattia Destro (* 1991), Fußballspieler
- Stefano Travaglia (* 1991), Tennisspieler
- Romano Fenati (* 1996), Motorradrennfahrer
- Alice Pagani (* 1998), Schauspielerin und Model